# Nunchi
Nunchi (눈치, littéralement « mesure oculaire »), est un mot coréen décrit comme étant l'art et la capacité d'écouter et d'évaluer ce que les gens pensent et ressentent.
Étroitement lié au concept plus large de paralangage, le nunchi repose également sur une compréhension de son propre statut par rapport à celui de ses interlocuteurs.
Le concept de nunchi, et son abondance ou son absence, constitue la base de nombreuses expressions et idiomes communs. Par exemple, une personne socialement maladroite peut être qualifiée de nunchi eoptta (눈치 없다), ce qui signifie « absence de nunchi ». L'expression nunchi itda (눈치 있다) fait référence à une personne vive d'esprit.

## Dans la culture
- Dans le film d'Éric Lartigau, #Jesuislà, la trame de l'histoire est la poursuite de Stéphane, joué par Alain Chabat, à rencontrer Soo, joué par Bae Doo-na. Alors que pour Soo, il ne s'agit que d'instaurer des contacts, en s'appuyant sur le Nunchi, à travers les réseaux sociaux sans rencontrer les personnes dans la vie réelle.

## Dans la sphère professionnelle
Faire preuve de Nunchi est fondamental dans le monde du travail.